# Axoclinus
Axoclinus is een geslacht van straalvinnige vissen uit de familie van drievinslijmvissen (Tripterygiidae).

## Soorten
- Axoclinus lucillae Fowler, 1944
- Axoclinus multicinctus Allen & Robertson, 1992
- Axoclinus nigricaudus Allen & Robertson, 1991
- Axoclinus rubinoffi Allen & Robertson, 1992
- Axoclinus storeyae (Brock, 1940)